# 텔메소스

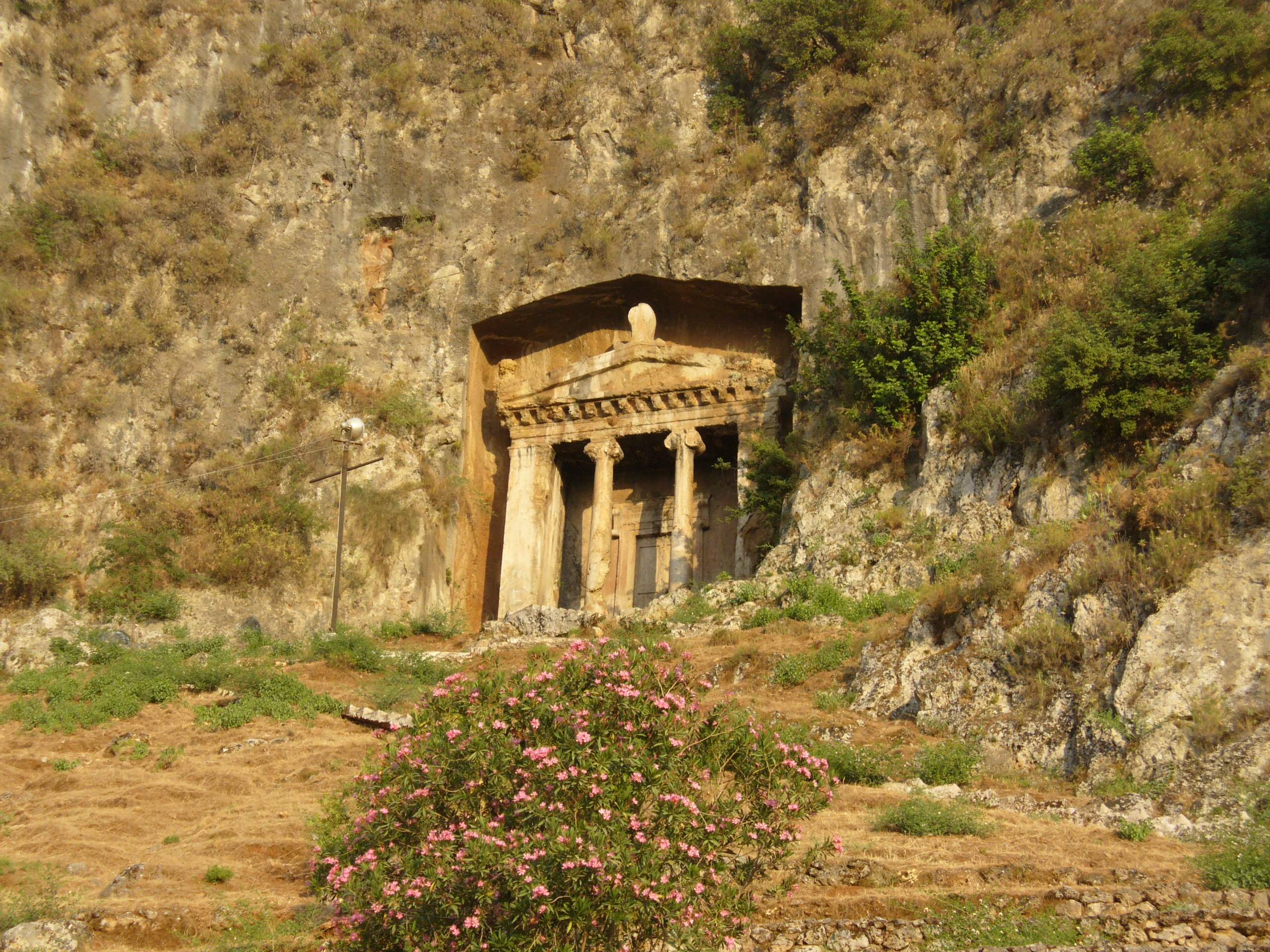

텔메소스 (또는 텔메수스), 후의 아나스타시오폴리스, 마크리/마크레는 카리아와의 경계에서 가까운 리키아 최대의 도시였다. 그리고 때로 카리아의 텔메소스와 혼동된다. 텔메소스의 잘 보호된 부두는 텔메소스만에서 섬하나 만큼 떨어져 있다. 현대의 페티예가 그 위치에 자라잡고 있다.
텔메소스는 리키아 서부 페티예만의 번영하는 도시였다. 그곳은 점성술사의 학교로 유명하였고, 키루스 2세에 대항하여 전쟁을 선포하기전에 리디아 왕 크로이수스가 이곳에서 조언을 구하기도 하였다. 할리카르나수스 포위공격후에 온 알렉산더 대왕도 조언을 구하였다.
텔메소스는 기원전 5세기에 델로스 동맹의 구성원이었다. 기원전 334년 알렉산더에 의해 점령되었다.
8세기에 텔메소스는 아나스타시오폴리스로 개명하였는데 이는 당시의 동로마 제국의 황제였던 아나스타시우스 2세를 기념한 것이다. 그러나 그 이름은 오래가지 못하였다.
10세기에는 항구의 입구의 섬의 이름인 마크리라 불리게 되었다. 유적은 페티예에 위치한다.